# X-rayed
X-rayed is het derde muziekalbum van de Duitse band Sylvan. Het album, opnieuw opgenomen in hun eigen studio in Hamburg, klinkt steviger dan hun vorige album. Het neigt meer naar de muziek van Porcupine Tree, Queensryche en Pain of Salvation. Alles blijft wel ingebed in een stevige partij synthesizers.

## Musici
- Marco Glühman – zang
- Kay Söhl – gitaar
- Sebastian Harnack – basgitaar
- Volker Söhl – keyboards
- Matthias Harder – slagwerk

## Composities
1. So easy (8:10)
2. So much more (3:07)
3. Lost (7:16)
4. You are (5:30)
5. Fearless (9:11)
6. Reletd gift (4:07)
7. Today (3:10)
8. Through my eyes (6:50)
9. Given - used – forgotten (12:55)
10. This world is not for me (8:20)